# Pierre Casoni
Pour les articles homonymes, voir Casoni.
Pierre Casoni, né le 15 juillet 1929 à Valbonne (Alpes-Maritimes) et mort le 14 août 1996 à Mougins (Alpes-Maritimes), est un footballeur français qui évoluait au poste de défenseur. Il est le père de Bernard Casoni, ancien international français.

## Biographie
Il joue durant sa carrière 228 matchs de Division 2 avec l'AS Cannes entre 1952 et 1961, inscrivant un total de 7 buts en championnat professionnel.
Il est quart de finaliste de la Coupe de France en 1957 et 1960 avec l'AS Cannes.